# Maurice Fréchet
Maurice Fréchet (francès: Maurice René Fréchet)  (Maligny, 2 de setembre de 1878 - 14è districte de París, 4 de juny de 1973) va ser un matemàtic francès.

## Vida
Tot i que Fréchet va néixer en una família protestant al departament de Yonne, la família es va traslladar a París poc després. Fréchet va fer els estudis secundaris al Lycée Buffon, on va tenir com a professor Jacques Hadamard qui va descobrir en ell un talent especial per les matemàtiques. I, malgrat que Hadamard va marxar a Burdeus el 1894, va continuar mantenint correspondència amb el jove Fréchet. El 1900 ingressa a l'École Normale Supérieure en la qual es gradua el 1903. El 1906 obté el doctorat amb una tesi totalment original sobre espais mètrics abstractes.
Va començar la seva carrera docent com a professor de secundària a Besançon i Nantes i, després de ser professor a la facultat de ciències de Rennes, obté el 1910 la plaça de professor titular de mecànica racional a la facultat de ciències de Poitiers. Mobilitzat el 1914 per la Primera Guerra Mundial, retorna el 1919 per fer-se càrrec de la càtedra d'anàlisi superior de la re-fundada universitat francesa d'Estrasburg. Va romandre a Estrasburg fins al 1928. A partir d'aquest anyla seva vida docent es desenvolupa a París on va tenir diferents càrrecs simultanis a l'École Pratique des Hauts Études, a l'École Normale Supérieure i a la Facultat de Ciències, fins al 1950 en que es va jubilar i va ser nomenat professor honorari.
Va ser president de la Societat Matemàtica de França (1935), de la Societat Estadística de París (1948), de l'Acadèmia Internacional de Filosofia de les Ciències (1959-1962), de la Societat Francesa de Biometria (1950-1951) i de l'Internacia Scienca Asocio Esperantista (1950-1953) i va participar en nombrosos congressos i viatges científics a l'estranger. Va morir a París el 1973.

## Obra
La obra de Fréchet té dues vesants principals: la primera és en anàlisi funcional i la segona és en estadística matemàtica La seva obra consta de més de tres-cents títols.

### Anàlisi funcional
Com ja s'ha comentat, la seva tesi doctoral (1906), Sur quelques points de calcul fonctionnel, va ser una fita fonamental en el desenvolupament de la topologia moderna, perquè en ella va posar les bases del concepte d'espai mètric (que ja havia enunciat Felix Hausdorff) partint del concepte de convergència d'una successió i establint per primera vegada els seus axiomes. Amb això trencava amb la rígida concepció de l'espai en la geometria euclidiana, convertint l'espai en un conjunt de punts, nombres, línies, funcions i, pràcticament, qualsevol altra cosa i estudiant les propietats d'aquesta col·lecció arbitrària d'objectes.
És autor de la primera demostració de que totes les funcions additives mesurables són lineals, publicada el 1913 a l'article en esperanto "Pri la funkcia ekvacio f(x + y) = f(x) + f(y)" [Sobre la ecuació funcional f(x + y) = f(x) + f(y)].
En alguns llibres i articles posteriors va continuar aprofundint en aquesta teoria, que va ser absolutament innovadora:
- 1928 - Les espaces abstraits et leur théorie considérée comme introduction à l'analyse générale
- 1934 - Exposés d'analyse générale (en cinc volums)
- 1946 - Introduction à la topologie combinatoire (escrit conjuntament amb Ky Fan)

### Estadítica matemàtica
Mentre estava a Estrasburg es va començar a interessar per l'estadística. El seu primer gran treball sobre el tema va ser el llibret Le Calcul des probabilités à la portée de tous, escrit conjuntament amb el sociòleg Maurice Halbwacks, i en el que intentava introduir el càlcul de probabilitats en la població interessada per fenòmens socials. En traslladar-se a París, intensifica aquest interès sota la direcció d'Émile Borel, a qui substituirà en la càtedra de la Facultat de Ciències i el 1942 en la direcció de l'Institut Henri Poincaré.
També va publicar diversos tractats sobre estadística i càlcul de probabilitats.